# (35,17,8)-Blockplan
Der (35,17,8)-Blockplan ist ein spezieller symmetrischer Blockplan. Um ihn konstruieren zu können, musste dieses kombinatorische Problem gelöst werden: eine leere 35 × 35 - Matrix wurde so mit Einsen gefüllt, dass jede Zeile der Matrix genau 17 Einsen enthält und je zwei beliebige Zeilen genau 8 Einsen in der gleichen Spalte besitzen (nicht mehr und nicht weniger). Das klingt relativ einfach, ist aber nicht trivial zu lösen. Es gibt nur gewisse Kombinationen von Parametern (wie hier v = 35, k = 17, λ = 8), für die eine solche Konstruktion überhaupt machbar ist. In dieser Übersicht sind die kleinsten solcher (v,k,λ) aufgeführt.

## Bezeichnung
Dieser symmetrische 2-(35,17,8)-Blockplan wird Hadamard-Blockplan der Ordnung 9 genannt.

## Eigenschaften
Dieser symmetrische Blockplan hat die Parameter v = 35, k = 17, λ = 8 und damit folgende Eigenschaften:
- Er besteht aus 35 Blöcken und 35 Punkten.
- Jeder Block enthält genau 17 Punkte.
- Je 2 Blöcke schneiden sich in genau 8 Punkten.
- Jeder Punkt liegt auf genau 17 Blöcken.
- Je 2 Punkte sind durch genau 8 Blöcke verbunden.

## Existenz und Charakterisierung
Es existieren mindestens 108131 nichtisomorphe 2-(35,17,8) - Blockpläne. Vier dieser Lösungen sind: 
- Lösung 1 mit der Signatur 35·64. Sie enthält 595 Ovale der Ordnung 2.
- Lösung 2 mit der Signatur 34·16, 1·544. Sie enthält 17 Ovale der Ordnung 3.
- Lösung 3 (dual zur Lösung 4) mit der Signatur 2·1, 7·4, 6·5, 9·6, 4·7, 4·8, 2·12, 1·14. Sie enthält 1 Oval der Ordnung 3.
- Lösung 4 (dual zur Lösung 3) mit der Signatur 1·2 ,2·3, 2·4, 12·5, 4·6, 4·7, 4·8, 2·10, 2·11, 1·12, 1·14. Sie enthält 1 Oval der Ordnung 3.

## Liste der Blöcke
Hier sind alle Blöcke dieses Blockplans aufgelistet; zum Verständnis dieser Liste siehe diese Veranschaulichung
- Lösung 1

```
  1   2   3   4   6   7  11  17  18  19  23  25  26  28  29  32  34
  2   3   4   5   7   8  12  18  19  20  24  26  27  29  30  33  35
  1   3   4   5   6   8   9  13  19  20  21  25  27  28  30  31  34
  2   4   5   6   7   9  10  14  20  21  22  26  28  29  31  32  35
  1   3   5   6   7   8  10  11  15  21  22  23  27  29  30  32  33
  2   4   6   7   8   9  11  12  16  22  23  24  28  30  31  33  34
  3   5   7   8   9  10  12  13  17  23  24  25  29  31  32  34  35
  1   4   6   8   9  10  11  13  14  18  24  25  26  30  32  33  35
  1   2   5   7   9  10  11  12  14  15  19  25  26  27  31  33  34
  2   3   6   8  10  11  12  13  15  16  20  26  27  28  32  34  35
  1   3   4   7   9  11  12  13  14  16  17  21  27  28  29  33  35
  1   2   4   5   8  10  12  13  14  15  17  18  22  28  29  30  34
  2   3   5   6   9  11  13  14  15  16  18  19  23  29  30  31  35
  1   3   4   6   7  10  12  14  15  16  17  19  20  24  30  31  32
  2   4   5   7   8  11  13  15  16  17  18  20  21  25  31  32  33
  3   5   6   8   9  12  14  16  17  18  19  21  22  26  32  33  34
  4   6   7   9  10  13  15  17  18  19  20  22  23  27  33  34  35
  1   5   7   8  10  11  14  16  18  19  20  21  23  24  28  34  35
  1   2   6   8   9  11  12  15  17  19  20  21  22  24  25  29  35
  1   2   3   7   9  10  12  13  16  18  20  21  22  23  25  26  30
  2   3   4   8  10  11  13  14  17  19  21  22  23  24  26  27  31
  3   4   5   9  11  12  14  15  18  20  22  23  24  25  27  28  32
  4   5   6  10  12  13  15  16  19  21  23  24  25  26  28  29  33
  5   6   7  11  13  14  16  17  20  22  24  25  26  27  29  30  34
  6   7   8  12  14  15  17  18  21  23  25  26  27  28  30  31  35
  1   7   8   9  13  15  16  18  19  22  24  26  27  28  29  31  32
  2   8   9  10  14  16  17  19  20  23  25  27  28  29  30  32  33
  3   9  10  11  15  17  18  20  21  24  26  28  29  30  31  33  34
  4  10  11  12  16  18  19  21  22  25  27  29  30  31  32  34  35
  1   5  11  12  13  17  19  20  22  23  26  28  30  31  32  33  35
  1   2   6  12  13  14  18  20  21  23  24  27  29  31  32  33  34
  2   3   7  13  14  15  19  21  22  24  25  28  30  32  33  34  35
  1   3   4   8  14  15  16  20  22  23  25  26  29  31  33  34  35
  1   2   4   5   9  15  16  17  21  23  24  26  27  30  32  34  35
  1   2   3   5   6  10  16  17  18  22  24  25  27  28  31  33  35
```

- Lösung 2

```
  1   2   3   5   9  10  14  16  17  20  21  23  27  28  32  34  35
  1   2   3   4   6  10  11  15  17  19  21  22  24  28  29  33  35
  1   2   3   4   5   7  11  12  16  19  20  22  23  25  29  30  34
  2   3   4   5   6   8  12  13  17  20  21  23  24  26  30  31  35
  1   3   4   5   6   7   9  13  14  19  21  22  24  25  27  31  32
  2   4   5   6   7   8  10  14  15  20  22  23  25  26  28  32  33
  3   5   6   7   8   9  11  15  16  21  23  24  26  27  29  33  34
  4   6   7   8   9  10  12  16  17  22  24  25  27  28  30  34  35
  1   5   7   8   9  10  11  13  17  19  23  25  26  28  29  31  35
  1   2   6   8   9  10  11  12  14  19  20  24  26  27  29  30  32
  2   3   7   9  10  11  12  13  15  20  21  25  27  28  30  31  33
  3   4   8  10  11  12  13  14  16  21  22  26  28  29  31  32  34
  4   5   9  11  12  13  14  15  17  22  23  27  29  30  32  33  35
  1   5   6  10  12  13  14  15  16  19  23  24  28  30  31  33  34
  2   6   7  11  13  14  15  16  17  20  24  25  29  31  32  34  35
  1   3   7   8  12  14  15  16  17  19  21  25  26  30  32  33  35
  1   2   4   8   9  13  15  16  17  19  20  22  26  27  31  33  34
 19  20  21  22  23  24  25  26  27  28  29  30  31  32  33  34  35
  2   3   5   9  10  14  16  17  18  22  24  25  26  29  30  31  33
  1   3   4   6  10  11  15  17  18  23  25  26  27  30  31  32  34
  1   2   4   5   7  11  12  16  18  24  26  27  28  31  32  33  35
  2   3   5   6   8  12  13  17  18  19  25  27  28  29  32  33  34
  1   3   4   6   7   9  13  14  18  20  26  28  29  30  33  34  35
  2   4   5   7   8  10  14  15  18  19  21  27  29  30  31  34  35
  3   5   6   8   9  11  15  16  18  19  20  22  28  30  31  32  35
  4   6   7   9  10  12  16  17  18  19  20  21  23  29  31  32  33
  1   5   7   8  10  11  13  17  18  20  21  22  24  30  32  33  34
  1   2   6   8   9  11  12  14  18  21  22  23  25  31  33  34  35
  2   3   7   9  10  12  13  15  18  19  22  23  24  26  32  34  35
  3   4   8  10  11  13  14  16  18  19  20  23  24  25  27  33  35
  4   5   9  11  12  14  15  17  18  19  20  21  24  25  26  28  34
  1   5   6  10  12  13  15  16  18  20  21  22  25  26  27  29  35
  2   6   7  11  13  14  16  17  18  19  21  22  23  26  27  28  30
  1   3   7   8  12  14  15  17  18  20  22  23  24  27  28  29  31
  1   2   4   8   9  13  15  16  18  21  23  24  25  28  29  30  32
```

- Lösung 3

```
  1   3   4   5   6   7  13  14  15  20  23  26  29  30  32  34  35
  2   3   8  13  16  18  20  21  23  24  26  27  29  31  32  33  34
  1   2   3   4   8   9  10  11  12  14  16  27  30  31  32  34  35
  1   3   4   5   8   9  13  15  16  18  19  21  22  24  25  32  35
  1   4   5   6   8   9  11  12  14  18  20  21  23  24  26  28  31
  1   5   6   7   8   9  11  13  15  16  17  27  28  29  31  32  33
  1   6   7  11  14  18  19  21  22  24  25  27  29  30  31  32  34
  2   3   4   5   6   8  12  13  14  19  22  25  28  29  31  33  34
  3   4   5   6  10  11  16  17  18  19  20  25  26  30  31  32  33
  3   9  11  12  13  14  15  17  18  19  21  23  29  30  31  33  35
  3   5   6   7   9  10  12  16  19  22  23  24  26  27  29  31  35
  3   5   8  10  11  14  15  17  18  24  25  26  27  28  29  34  35
  1   2   4   6   8  10  15  17  21  22  24  26  29  30  31  33  35
  1   3   5   7   8  10  12  17  19  21  23  24  28  30  32  33  34
  1   4   6  10  12  13  16  17  18  19  20  21  27  28  29  34  35
  2   3   4   6   9  11  15  17  19  21  22  23  26  27  28  32  34
  6   9  10  12  13  14  15  16  18  22  24  26  28  30  32  33  34
  2   4   5   7  11  13  14  16  19  21  24  26  27  28  30  33  35
  4   7   8  12  13  17  18  22  23  25  26  27  28  30  31  32  35
  1   2   5  10  11  12  13  14  16  17  21  22  23  25  26  29  32
  2   4   5   7   9  11  12  17  18  20  22  24  29  32  33  34  35
  4   7   8   9  10  12  14  15  19  20  21  25  26  27  29  32  33
  1   2   5   9  12  13  15  17  19  20  24  25  26  27  30  31  34
  2   4   5   7   9  10  15  16  18  21  23  25  28  29  30  31  34
  4   7   8  10  11  13  14  15  16  17  19  20  22  23  24  31  34
  1   2   5  10  14  15  18  19  20  22  23  27  28  31  32  33  35
  2   3   6   7   9  10  13  14  17  20  21  24  25  28  31  32  35
  5   6   8   9  10  11  13  20  21  22  23  25  27  30  33  34  35
  1   2   6   7   8   9  14  16  17  18  19  23  25  26  33  34  35
  1   3   7  11  12  15  16  20  21  22  25  26  28  31  33  34  35
  2   3   5   6   7   8  12  14  15  16  17  18  20  21  22  27  30
  1   2   3   4   6   7  10  11  12  13  15  18  23  24  25  27  33
  2   6   8  11  12  15  16  19  20  23  24  25  28  29  30  32  35
  1   2   3   7   8   9  10  11  13  18  19  20  22  26  28  29  30
  1   3   4   9  14  16  17  20  22  23  24  25  27  28  29  30  33
```

- Lösung 4

```
  1   3   4   5   6   7  13  14  15  20  23  26  29  30  32  34  35
  2   3   8  13  16  18  20  21  23  24  26  27  29  31  32  33  34
  1   2   3   4   8   9  10  11  12  14  16  27  30  31  32  34  35
  1   3   4   5   8   9  13  15  16  18  19  21  22  24  25  32  35
  1   4   5   6   8   9  11  12  14  18  20  21  23  24  26  28  31
  1   5   6   7   8   9  11  13  15  16  17  27  28  29  31  32  33
  1   6   7  11  14  18  19  21  22  24  25  27  29  30  31  32  34
  2   3   4   5   6   8  12  13  14  19  22  25  28  29  31  33  34
  3   4   5   6  10  11  16  17  21  22  23  24  27  28  29  34  35
  3   9  11  12  13  14  15  17  20  22  24  25  26  27  28  32  34
  3   5   6   7   9  10  12  16  18  20  21  25  28  30  32  33  34
  3   5   8  10  11  14  15  17  19  20  21  22  23  30  31  32  33
  1   2   4   6   8  10  15  17  18  19  20  23  25  27  28  32  34
  1   3   5   7   8  10  12  17  18  20  22  25  26  27  29  31  35
  1   4   6  10  12  13  16  17  22  23  24  25  26  30  31  32  33
  2   3   4   6   9  11  15  17  18  20  24  25  29  30  31  33  35
  6   9  10  12  13  14  15  16  19  20  21  23  25  27  29  31  35
  2   4   5   7   9  10  12  15  17  19  21  24  26  29  31  32  34
  4   7   8   9  10  11  14  15  16  18  22  23  25  26  29  33  34
  1   2   5   9  15  21  22  23  25  26  27  28  30  31  33  34  35
  2   4   5   7  10  13  14  15  16  18  20  22  24  27  28  30  31
  4   7   8  11  13  16  17  19  20  21  25  26  28  30  31  34  35
  1   2   5  10  11  14  16  19  20  24  25  26  28  29  32  33  35
  2   4   5   7  11  12  13  14  17  18  21  23  25  27  32  33  35
  4   7   8   9  12  19  20  22  23  24  27  28  29  30  32  33  35
  1   2   5   9  11  12  13  16  17  18  19  20  22  23  29  30  34
  2   3   6   7  11  12  15  16  18  19  22  23  26  28  31  32  35
  5   6   8  12  14  15  16  17  18  19  24  26  27  30  33  34  35
  1   2   6   7   8  10  11  12  13  15  20  21  22  24  33  34  35
  1   3   7   9  10  13  14  17  18  19  23  24  28  31  33  34  35
  2   3   5   6   7   8   9  10  11  13  19  23  24  25  26  27  30
  1   2   3   4   6   7   9  14  16  17  19  20  21  22  26  27  33
  2   6   8   9  10  13  14  17  18  21  22  26  28  29  30  32  35
  1   2   3   7   8  12  14  15  16  17  21  23  24  25  28  29  30
  1   3   4  10  11  12  13  15  18  19  21  26  27  28  29  30  33
```

## Inzidenzmatrix
Dies ist eine Darstellung der Inzidenzmatrix dieses Blockplans; zum Verständnis dieser Matrix siehe diese Veranschaulichung
- Lösung 1

```
O O O O . O O . . . O . . . . . O O O . . . O . O O . O O . . O . O .
. O O O O . O O . . . O . . . . . O O O . . . O . O O . O O . . O . O
O . O O O O . O O . . . O . . . . . O O O . . . O . O O . O O . . O .
. O . O O O O . O O . . . O . . . . . O O O . . . O . O O . O O . . O
O . O . O O O O . O O . . . O . . . . . O O O . . . O . O O . O O . .
. O . O . O O O O . O O . . . O . . . . . O O O . . . O . O O . O O .
. . O . O . O O O O . O O . . . O . . . . . O O O . . . O . O O . O O
O . . O . O . O O O O . O O . . . O . . . . . O O O . . . O . O O . O
O O . . O . O . O O O O . O O . . . O . . . . . O O O . . . O . O O .
. O O . . O . O . O O O O . O O . . . O . . . . . O O O . . . O . O O
O . O O . . O . O . O O O O . O O . . . O . . . . . O O O . . . O . O
O O . O O . . O . O . O O O O . O O . . . O . . . . . O O O . . . O .
. O O . O O . . O . O . O O O O . O O . . . O . . . . . O O O . . . O
O . O O . O O . . O . O . O O O O . O O . . . O . . . . . O O O . . .
. O . O O . O O . . O . O . O O O O . O O . . . O . . . . . O O O . .
. . O . O O . O O . . O . O . O O O O . O O . . . O . . . . . O O O .
. . . O . O O . O O . . O . O . O O O O . O O . . . O . . . . . O O O
O . . . O . O O . O O . . O . O . O O O O . O O . . . O . . . . . O O
O O . . . O . O O . O O . . O . O . O O O O . O O . . . O . . . . . O
O O O . . . O . O O . O O . . O . O . O O O O . O O . . . O . . . . .
. O O O . . . O . O O . O O . . O . O . O O O O . O O . . . O . . . .
. . O O O . . . O . O O . O O . . O . O . O O O O . O O . . . O . . .
. . . O O O . . . O . O O . O O . . O . O . O O O O . O O . . . O . .
. . . . O O O . . . O . O O . O O . . O . O . O O O O . O O . . . O .
. . . . . O O O . . . O . O O . O O . . O . O . O O O O . O O . . . O
O . . . . . O O O . . . O . O O . O O . . O . O . O O O O . O O . . .
. O . . . . . O O O . . . O . O O . O O . . O . O . O O O O . O O . .
. . O . . . . . O O O . . . O . O O . O O . . O . O . O O O O . O O .
. . . O . . . . . O O O . . . O . O O . O O . . O . O . O O O O . O O
O . . . O . . . . . O O O . . . O . O O . O O . . O . O . O O O O . O
O O . . . O . . . . . O O O . . . O . O O . O O . . O . O . O O O O .
. O O . . . O . . . . . O O O . . . O . O O . O O . . O . O . O O O O
O . O O . . . O . . . . . O O O . . . O . O O . O O . . O . O . O O O
O O . O O . . . O . . . . . O O O . . . O . O O . O O . . O . O . O O
O O O . O O . . . O . . . . . O O O . . . O . O O . O O . . O . O . O
```

- Lösung 2

```
O O O . O . . . O O . . . O . O O . . O O . O . . . O O . . . O . O O
O O O O . O . . . O O . . . O . O . O . O O . O . . . O O . . . O . O
O O O O O . O . . . O O . . . O . . O O . O O . O . . . O O . . . O .
. O O O O O . O . . . O O . . . O . . O O . O O . O . . . O O . . . O
O . O O O O O . O . . . O O . . . . O . O O . O O . O . . . O O . . .
. O . O O O O O . O . . . O O . . . . O . O O . O O . O . . . O O . .
. . O . O O O O O . O . . . O O . . . . O . O O . O O . O . . . O O .
. . . O . O O O O O . O . . . O O . . . . O . O O . O O . O . . . O O
O . . . O . O O O O O . O . . . O . O . . . O . O O . O O . O . . . O
O O . . . O . O O O O O . O . . . . O O . . . O . O O . O O . O . . .
. O O . . . O . O O O O O . O . . . . O O . . . O . O O . O O . O . .
. . O O . . . O . O O O O O . O . . . . O O . . . O . O O . O O . O .
. . . O O . . . O . O O O O O . O . . . . O O . . . O . O O . O O . O
O . . . O O . . . O . O O O O O . . O . . . O O . . . O . O O . O O .
. O . . . O O . . . O . O O O O O . . O . . . O O . . . O . O O . O O
O . O . . . O O . . . O . O O O O . O . O . . . O O . . . O . O O . O
O O . O . . . O O . . . O . O O O . O O . O . . . O O . . . O . O O .
. . . . . . . . . . . . . . . . . . O O O O O O O O O O O O O O O O O
. O O . O . . . O O . . . O . O O O . . . O . O O O . . O O O . O . .
O . O O . O . . . O O . . . O . O O . . . . O . O O O . . O O O . O .
O O . O O . O . . . O O . . . O . O . . . . . O . O O O . . O O O . O
. O O . O O . O . . . O O . . . O O O . . . . . O . O O O . . O O O .
O . O O . O O . O . . . O O . . . O . O . . . . . O . O O O . . O O O
. O . O O . O O . O . . . O O . . O O . O . . . . . O . O O O . . O O
. . O . O O . O O . O . . . O O . O O O . O . . . . . O . O O O . . O
. . . O . O O . O O . O . . . O O O O O O . O . . . . . O . O O O . .
O . . . O . O O . O O . O . . . O O . O O O . O . . . . . O . O O O .
O O . . . O . O O . O O . O . . . O . . O O O . O . . . . . O . O O O
. O O . . . O . O O . O O . O . . O O . . O O O . O . . . . . O . O O
. . O O . . . O . O O . O O . O . O O O . . O O O . O . . . . . O . O
. . . O O . . . O . O O . O O . O O O O O . . O O O . O . . . . . O .
O . . . O O . . . O . O O . O O . O . O O O . . O O O . O . . . . . O
. O . . . O O . . . O . O O . O O O O . O O O . . O O O . O . . . . .
O . O . . . O O . . . O . O O . O O . O . O O O . . O O O . O . . . .
O O . O . . . O O . . . O . O O . O . . O . O O O . . O O O . O . . .
```

- Lösung 3

```
O . O O O O O . . . . . O O O . . . . O . . O . . O . . O O . O . O O
. O O . . . . O . . . . O . . O . O . O O . O O . O O . O . O O O O .
O O O O . . . O O O O O . O . O . . . . . . . . . . O . . O O O . O O
O . O O O . . O O . . . O . O O . O O . O O . O O . . . . . . O . . O
O . . O O O . O O . O O . O . . . O . O O . O O . O . O . . O . . . .
O . . . O O O O O . O . O . O O O . . . . . . . . . O O O . O O O . .
O . . . . O O . . . O . . O . . . O O . O O . O O . O . O O O O . O .
. O O O O O . O . . . O O O . . . . O . . O . . O . . O O . O . O O .
. . O O O O . . . O O . . . . O O O O O . . . . O O . . . O O O O . .
. . O . . . . . O . O O O O O . O O O . O . O . . . . . O O O . O . O
. . O . O O O . O O . O . . . O . . O . . O O O . O O . O . O . . . O
. . O . O . . O . O O . . O O . O O . . . . . O O O O O O . . . . O O
O O . O . O . O . O . . . . O . O . . . O O . O . O . . O O O . O . O
O . O . O . O O . O . O . . . . O . O . O . O O . . . O . O . O O O .
O . . O . O . . . O . O O . . O O O O O O . . . . . O O O . . . . O O
. O O O . O . . O . O . . . O . O . O . O O O . . O O O . . . O . O .
. . . . . O . . O O . O O O O O . O . . . O . O . O . O . O . O O O .
. O . O O . O . . . O . O O . O . . O . O . . O . O O O . O . . O . O
. . . O . . O O . . . O O . . . O O . . . O O . O O O O . O O O . . O
O O . . O . . . . O O O O O . O O . . . O O O . O O . . O . . O . . .
. O . O O . O . O . O O . . . . O O . O . O . O . . . . O . . O O O O
. . . O . . O O O O . O . O O . . . O O O . . . O O O . O . . O O . .
O O . . O . . . O . . O O . O . O . O O . . . O O O O . . O O . . O .
. O . O O . O . O O . . . . O O . O . . O . O . O . . O O O O . . O .
. . . O . . O O . O O . O O O O O . O O . O O O . . . . . . O . . O .
O O . . O . . . . O . . . O O . . O O O . O O . . . O O . . O O O . O
. O O . . O O . O O . . O O . . O . . O O . . O O . . O . . O O . . O
. . . . O O . O O O O . O . . . . . . O O O O . O . O . . O . . O O O
O O . . . O O O O . . . . O . O O O O . . . O . O O . . . . . . O O O
O . O . . . O . . . O O . . O O . . . O O O . . O O . O . . O . O O O
. O O . O O O O . . . O . O O O O O . O O O . . . . O . . O . . . . .
O O O O . O O . . O O O O . O . . O . . . . O O O . O . . . . . O . .
. O . . . O . O . . O O . . O O . . O O . . O O O . . O O O . O . . O
O O O . . . O O O O O . O . . . . O O O . O . . . O . O O O . . . . .
O . O O . . . . O . . . . O . O O . . O . O O O O . O O O O . . O . .
```

- Lösung 4

```
O . O O O O O . . . . . O O O . . . . O . . O . . O . . O O . O . O O
. O O . . . . O . . . . O . . O . O . O O . O O . O O . O . O O O O .
O O O O . . . O O O O O . O . O . . . . . . . . . . O . . O O O . O O
O . O O O . . O O . . . O . O O . O O . O O . O O . . . . . . O . . O
O . . O O O . O O . O O . O . . . O . O O . O O . O . O . . O . . . .
O . . . O O O O O . O . O . O O O . . . . . . . . . O O O . O O O . .
O . . . . O O . . . O . . O . . . O O . O O . O O . O . O O O O . O .
. O O O O O . O . . . O O O . . . . O . . O . . O . . O O . O . O O .
. . O O O O . . . O O . . . . O O . . . O O O O . . O O O . . . . O O
. . O . . . . . O . O O O O O . O . . O . O . O O O O O . . . O . O .
. . O . O O O . O O . O . . . O . O . O O . . . O . . O . O . O O O .
. . O . O . . O . O O . . O O . O . O O O O O . . . . . . O O O O . .
O O . O . O . O . O . . . . O . O O O O . . O . O . O O . . . O . O .
O . O . O . O O . O . O . . . . O O . O . O . . O O O . O . O . . . O
O . . O . O . . . O . O O . . O O . . . . O O O O O . . . O O O O . .
. O O O . O . . O . O . . . O . O O . O . . . O O . . . O O O . O . O
. . . . . O . . O O . O O O O O . . O O O . O . O . O . O . O . . . O
. O . O O . O . O O . O . . O . O . O . O . . O . O . . O . O O . O .
. . . O . . O O O O O . . O O O . O . . . O O . O O . . O . . . O O .
O O . . O . . . O . . . . . O . . . . . O O O . O O O O . O O . O O O
. O . O O . O . . O . . O O O O . O . O . O . O . . O O . O O . . . .
. . . O . . O O . . O . O . . O O . O O O . . . O O . O . O O . . O O
O O . . O . . . . O O . . O . O . . O O . . . O O O . O O . . O O . O
. O . O O . O . . . O O O O . . O O . . O . O . O . O . . . . O O . O
. . . O . . O O O . . O . . . . . . O O . O O O . . O O O O . O O . O
O O . . O . . . O . O O O . . O O O O O . O O . . . . . O O . . . O .
. O O . . O O . . . O O . . O O . O O . . O O . . O . O . . O O . . O
. . . . O O . O . . . O . O O O O O O . . . . O . O O . . O . . O O O
O O . . . O O O . O O O O . O . . . . O O O . O . . . . . . . . O O O
O . O . . . O . O O . . O O . . O O O . . . O O . . . O . . O . O O O
. O O . O O O O O O O . O . . . . . O . . . O O O O O . . O . . . . .
O O O O . O O . O . . . . O . O O . O O O O . . . O O . . . . . O . .
. O . . . O . O O O . . O O . . O O . . O O . . . O . O O O . O . . O
O O O . . . O O . . . O . O O O O . . . O . O O O . . O O O . . . . .
O . O O . . . . . O O O O . O . . O O . O . . . . O O O O O . . O . .
```

## Zyklische Darstellung
Es existiert eine zyklische Darstellung (Singer-Zyklus) für Lösung 1 dieses Blockplans, sie ist isomorph zur obigen Liste der Blöcke. Ausgehend von dem dargestellten Block erhält man die restlichen Blöcke des Blockplans durch zyklische Permutation der in ihm enthaltenen Punkte.
- Lösung 1

```
  1   2   3   4   6   7  11  17  18  19  23  25  26  28  29  32  34
```

## Oval
Ein Oval des Blockplans ist eine Menge seiner Punkte, von welcher keine drei auf einem Block liegen. Hier sind Beispiele von Ovalen maximaler Ordnung dieses Blockplans (in jeder Zeile ist ein Oval durch die Menge seiner Punkte dargestellt):
- Lösung 1

```
  1   2
```

- Lösung 2 (sämtliche Ovale)

```
  1  18  19 
  2  18  20  
  3  18  21  
  4  18  22  
  5  18  23   
  6  18  24   
  7  18  25   
  8  18  26  
  9  18  27   
 10  18  28   
 11  18  29  
 12  18  30  
 13  18  31   
 14  18  32 
 15  18  33   
 16  18  34   
 17  18  35   
```

- Lösung 3 (sämtliche Ovale)

```
  9  18  27
```

- Lösung 4 (sämtliche Ovale)

```
  9  18  27
```